# ミッション・あどない・いるえ
ミッション・あどない・いるえは、プロテスタント系超教派の日本の宗教団体。

## 概要
日本国内外で宣教活動をする。栃木県栃木市倭町11-16に祈祷チャペルを備える。